# Blue Ribbon Awards
A Blue Ribbon Awards, ou Premiação Fita Azul (ブルーリボン賞, Burū Ribon Shō), é uma premiação específica para filmes concedidos exclusivamente por críticos e escritores de cinema em Tóquio, Japão. 
Os prêmios foram estabelecidos em 1950 pela Associação de Jornalistas de Cinema de Tóquio (東京映画記者会, Tōkyō Eiga Kishakai), composto por correspondentes de cinema de sete jornais desportivos com sede em Tóquio. Em 1961, os seis principais jornais japoneses (Yomiuri Shimbun, Asahi Shimbun, Mainichi Shimbun, Sankei Shimbun, Tokyo Shimbun e Nihon Keizai Shinbun), bem como a Imprensa Associada do Japão, retiraram seu apoio ao Blue Ribbon Awards e estabeleceram o Prêmio da Associação de Jornalistas de Cinema do Japão (日本映画記者会賞, Nihon Eiga Kishakai Shō), o qual foi realizado apenas seis vezes. Em 1967, a premiação foi cancelada devido ao Escândalo da Névoa Negra. Em 1975, a premiação voltou a ser realizada, e continua até os dias atuais. A cerimônia anual é realizada em uma variedade de locais em Tóquio, todo mês de fevereiro.
Embora a premiação não seja aclamada internacionalmente, a Blue Ribbon Awards se tornou um dos mais prestigiados prêmios nacionais de cinema no Japão, junto com o Kinema Junpo Awards (キネマ旬報賞, Kinema Junpō Shō) e o Mainichi Film Awards (毎日映画コンクール, Mainichi Eiga Konkūru).

## Categorias
Existem as seguintes categorias:
- Melhor Filme
- Melhor Ator
- Melhor Atriz
- Melhor Ator Coadjuvante
- Melhor Atriz Coadjuvante
- Melhor Diretor
- Melhor Filme Estrangeiro
- Melhor Iniciante
- Melhor Roteiro
- Melhor Cinematografia
- Prêmio Especial